# アルテメテル・ルメファントリン
アルテメテル・ルメファントリンは、アルテメテルとルメファントリンの合剤で、「リアメット」の商品名（海外ではコ・アルテメテル（Coartem））で販売されている。クロロキンでは治療できない熱帯熱マラリア原虫が原因のマラリアの治療に使用される。通常はマラリアの予防には使用されない。経口投与される。
よくみられる副作用は、筋肉痛や関節痛、発熱、食欲不振、頭痛で、重度の副作用に遷延性QT症候群などがある。十分に研究されていないが、妊娠中に摂取しても安全とみられる。軽度または中等度の腎機能障害もしくは肝機能障害がある場合も、服用量を変える必要はない。
医薬品として使用されるようになったのは1992年のことである。2成分はどちらも中国で開発された。WHO必須医薬品モデル・リストに掲載されている。後発薬は存在しない。

## 効能・効果
マラリア
効果的で忍容性の高いマラリア治療薬であり、多剤耐性のある地域でも高い治癒率を齎す。

## 禁忌
- 製剤成分に対し過敏症の既往歴のある患者
- 妊婦（妊娠14週未満）または妊娠している可能性のある女性
- リファンピシン、カルバマゼピン、フェノバルビタール、フェニトイン、リファブチン、セイヨウオトギリソウ（St.John's wort）含有食品、ホスフェニトイン（英語版）を投与中の患者

## 副作用
重大な副作用は、下記の2つである。
- QT延長
- アナフィラキシー

殆どの場合、軽度ではあるが、頭痛、浮動性目眩、食欲不振が頻繁に起こる。その他の一般的な副作用（患者の3%以上）には、睡眠障害、耳鳴り、振戦、動悸のほか、回転性目眩、胃腸障害、かゆみ、鼻咽頭炎などの非特異的な反応がある。

## 相互作用
食物（特に脂肪）は2成分の吸収を促進するため、食事を摂れるなら食中の服用（食直後）が勧められる。QT間隔を延長する可能性があるので、その特性を持つ他の薬剤との併用は不整脈を引き起こし、致死的な心室細動を引き起こす可能性がある。また、他の抗マラリア薬であるハロファントリンとの併用は、生命を脅かすQT延長を引き起こす危険がある。肝臓の酵素CYP3A4の活性に影響を与える薬剤やその他の物質（グレープフルーツジュース等）は本剤の血中濃度を上下させ、より重篤な副作用が発生したり効果が低下したりする可能性がある。

## 参考資料
1. 1 2 3  “Artemether and Lumefantrine”.   The American Society of Health-System Pharmacists. 2015年12月2日閲覧。
2. 1 2  Ravina, Enrique (2011). The evolution of drug discovery : from traditional medicines to modern drugs (1. Aufl. ed.). Weinheim: Wiley-VCH. p. 139. ISBN 9783527326693
3. ↑  Nightingale, Charles H. (2007). Antimicrobial pharmacodynamics in theory and clinical practice (2nd ed.). New York: Informa Healthcare. p. 380. ISBN 9781420017137
4. ↑  “WHO Model Lists of Essential Medicines” (英語). World Health Organization. 2015年11月5日閲覧。
5. ↑  Hamilton, Richart (2015). Tarascon Pocket Pharmacopoeia 2015 Deluxe Lab-Coat Edition. Jones & Bartlett Learning. p. 45. ISBN 9781284057560
6. 1 2  “リアメット配合錠 添付文書”. www.info.pmda.go.jp. 2021年11月27日閲覧。
7. ↑  “Efficacy and safety of the six-dose regimen of artemether-lumefantrine in pediatrics with uncomplicated Plasmodium falciparum malaria: a pooled analysis of individual patient data”. Am. J. Trop. Med. Hyg. 74 (6):  991–8. (June 2006). doi:10.4269/ajtmh.2006.74.991. PMID 16760509.
8. ↑  “Efficacy and safety of the six-dose regimen of artemether-lumefantrine for treatment of uncomplicated Plasmodium falciparum malaria in adolescents and adults: a pooled analysis of individual patient data from randomized clinical trials”. Acta Trop. 100 (1–2):  41–53. (November 2006). doi:10.1016/j.actatropica.2006.09.007. PMID 17045558.
9. 1 2  Drugs.com: Coartem Archived May 21, 2016, at the Wayback Machine.